# Downshifting
Als Downshifting bezeichnet man die Verringerung der Arbeitszeit mit dem Ziel, ein selbstbestimmteres, erfüllteres Leben zu führen. 
Anders als beim Konzept eines einfachen Lebensstils steht beim Downshifting nicht der bewusste Konsumverzicht im Vordergrund, sondern die Reduktion der Arbeitszeit. Konsumverzicht ist insoweit Mittel zum Zweck, als mit dem Downshifting häufig weniger finanzielle Mittel zur Verfügung stehen, die durch den bewussten Verzicht aufgefangen werden können. In der Bundesrepublik Deutschland hat ein Arbeitnehmer grundsätzlich ein Recht auf Arbeitszeitverringerung/Teilzeitarbeit.
Mit „Downshifting“ ist keinesfalls eine radikale Abkehr von der Gesellschaft gemeint, wie etwa beim sogenannten „Aussteigen“. Es bedeutet vielmehr vorsichtige, kluge (Teil-)Schritte zu unternehmen, um die Arbeitsbelastung auf ein individuell verträgliches bzw. gewünschtes Maß zu reduzieren und den so gewonnenen Freiraum für mehr Vielfalt und Lebenssinn zu nutzen.

## Herkunft
Downshifting ist ein Trend aus dem angloamerikanischen Raum. Dort waren die Folgen der hohen Arbeitsbelastung schon früher sichtbar als in Europa (siehe auch Burnout-Syndrom). Der Begriff Downshifting wurde in den neunziger Jahren u. a. von dem irischstämmigen Wirtschaftsphilosophen und Mitbegründer der London Business School Charles B. Handy geprägt. Seine Idee besteht nicht nur darin, nach der Devise „weniger ist mehr“ Verzicht zu üben, sondern vor allem auch darin, mit einer persönlichen Neuorientierung mehr Sinn für das eigene Leben zu finden.